# Ogilbia
Ogilbia is een geslacht van straalvinnige vissen uit de familie van naaldvissen (Bythitidae).

## Soorten
- Ogilbia boehlkei Møller, Schwarzhans & Nielsen, 2005
- Ogilbia boydwalkeri Møller, Schwarzhans & Nielsen, 2005
- Ogilbia cayorum Evermann & Kendall, 1898
- Ogilbia cocoensis Møller, Schwarzhans & Nielsen, 2005
- Ogilbia davidsmithi Møller, Schwarzhans & Nielsen, 2005
- Ogilbia deroyi (Poll & van Mol, 1966)
- Ogilbia galapagosensis (Poll & LeLeup, 1965)
- Ogilbia jeffwilliamsi Møller, Schwarzhans & Nielsen, 2005
- Ogilbia jewettae Møller, Schwarzhans & Nielsen, 2005
- Ogilbia mccoskeri Møller, Schwarzhans & Nielsen, 2005
- Ogilbia nigromarginata Møller, Schwarzhans & Nielsen, 2005
- Ogilbia nudiceps Møller, Schwarzhans & Nielsen, 2005
- Ogilbia robertsoni Møller, Schwarzhans & Nielsen, 2005
- Ogilbia sabaji Møller, Schwarzhans & Nielsen, 2005
- Ogilbia sedorae Møller, Schwarzhans & Nielsen, 2005
- Ogilbia suarezae Møller, Schwarzhans & Nielsen, 2005
- Ogilbia tyleri Møller, Schwarzhans & Nielsen, 2005
- Ogilbia ventralis (Gill, 1863)